# Sizeizem
Sizeizem [sajzízəm] je diskriminacija, ki temelji na posameznikovi velikosti. Običajno se nanaša na ekstremne telesne velikosti, npr. izredno velika/majhna telesna višina ali pa izredna telesna suhost/debelost.

## Diskriminacija
Ta vrsta diskriminacije lahko zavzame vrsto oblik, ki segajo od nezaposlitve nekoga zaradi prenizkosti ali previsokosti do prezira nadhranjenih in podhranjenih posameznikov. V nekaterih krajih obstajajo protidiskriminacijski zakoni, s katerimi se med ostalim prepoveduje tudi sizeizem, vendar so v sodobni družbi sizeistični stereotipi (npr. "ljudje s prekomerno telesno težo so leni", "suhi ljude so nesramni" ali "visoki ljudje morajo igrati košarko") pogosto zakoreninjeni.

## Značilnosti
Sizeizem lahko temelji na diskriminaciji na podlagi višine, teže ali obojega, vendar to ni sopomenka za katero od njiju. Glede na to, kje v svetu in kako posameznik živi, je ta lahko še posebej visok, nizek, vitek ali debelušen in mnoge družbe so že ponotranjile odnos do velikosti. Na splošno sizeistični odnos pomeni, da nekdo verjame v večvrednost neke svoje velikosti v primerjavi z velikostjo drugega in ga zato negativno obravnava.
Primeri sizeistične diskriminacije je lahko oseba, ki je odpuščena zaradi svoje prekomerne telesne teže ali pa izjemne telesne nizkosti, čeprav ti lastnosti ne vplivata na kakovost njenega dela.

## Sizeizem in stereotipi
Tako kot druge oblike diskriminacije tudi sizeizem ni vedno ekspliciten. Vključuje ohranjanje stereotipov in stališč, ki podpirajo stereotipe, kot so ideje, da so debeli ljudje leni, da jejo preveč in ne telovadijo dovolj, da so bolj bolehni; da so vsi visoki ljudje dobri v košarki; da so vitke ženske zahrbtne in kradejo tuje fante; ali pa da suhljat moški zaradi pomanjkanja mišične mase ni dovolj možat. Sizeistični odnosi lahko nastopajo tudi v obliki izražanja fizičnega gnusa ob srečanju z ljudmi različnih velikosti in se lahko celo manifestirajo kot specifične fobije, kot npr. kakomorfobija (strah pred debelimi ljudmi) ali kot strah pred visokimi/nizkimi ljudi. Sizeizem, ki je dokaj nedavno priznano diskriminatorno stališče, navadno zaznajo tisti, ki so njegove tarče.

## Oglejte si tudi
- Pristranskost glede debelosti
- Diskriminacija na podlagi višine